# ピトー管

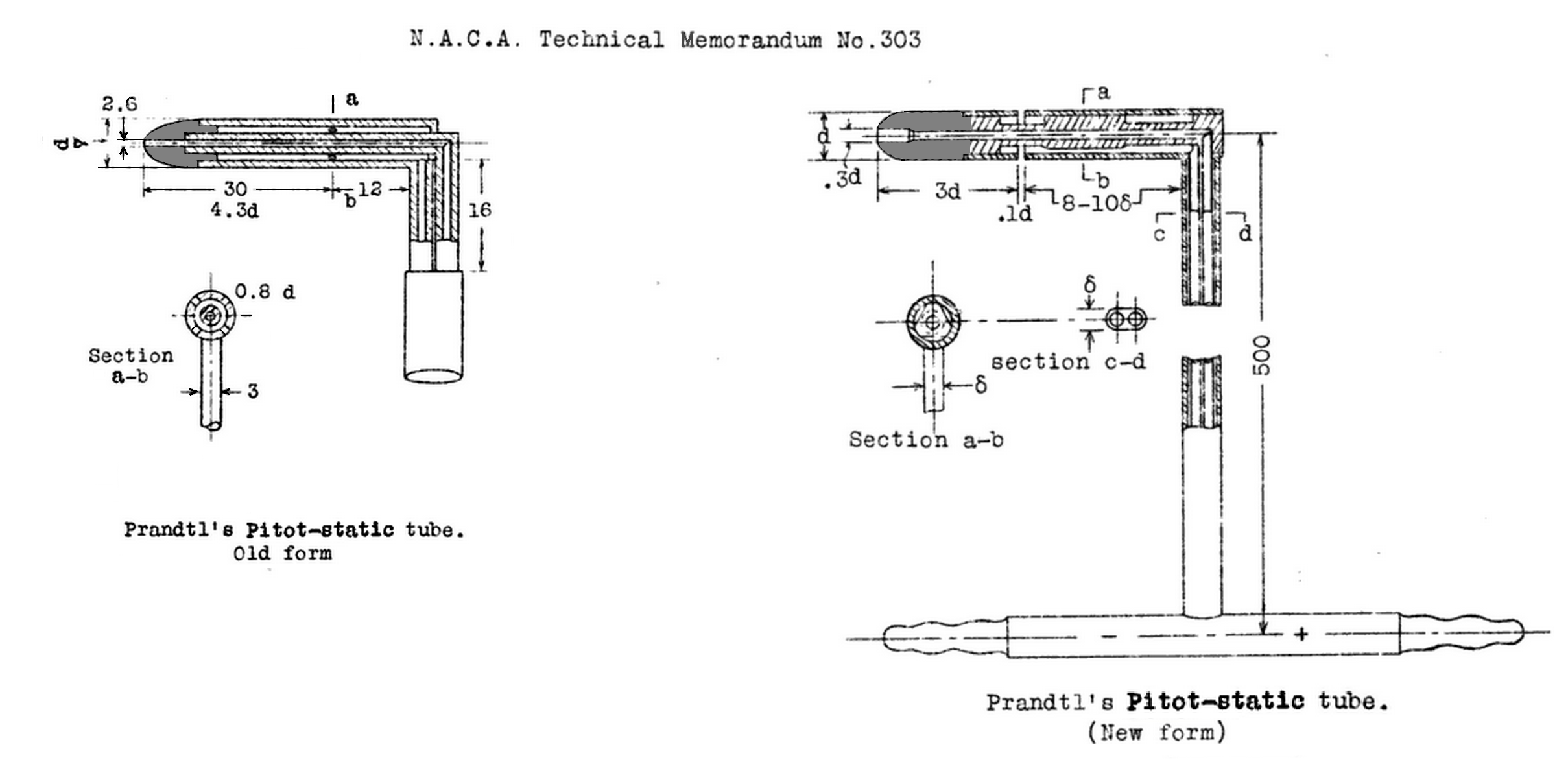
プラントルによるピトー管の図面

ピトー管（ピトーかん、英語: Pitot tube）は流体の流れの速さを測定する計測器である。発明者であるアンリ・ピトーにちなんで命名され、その後ヘンリー・ダルシーやルードヴィッヒ・プラントルにより改良された。航空機の速度計や風洞などに使用される。
アンリ・ピトーは1732年11月12日にパリ科学アカデミーでこの流速を直接計測できる発明を発表した。当時ベルヌーイの定理はまだ発表されていなかったため、彼はまったく直感的な根拠によってこの装置を利用した。ピトー管の動作とその使用における合理的な理論をベルヌーイの定理に基づいて調査したのはジョン・エアレイで、1913年のことであった。

## 原理

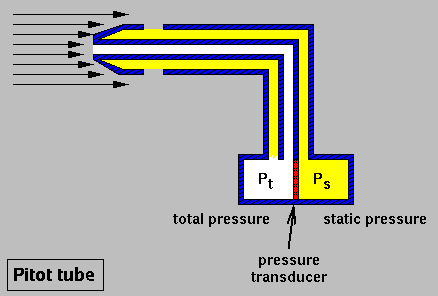
ピトー静圧管の概念図。黄色い部分には静圧が、白い部分には全圧がかかっており、その差圧を赤色のセンサ部（ダイヤフラム等）で検出する。（注意、図左根本、Ptと書かれた上に本来壁がある。Ptへは白からの圧力のみが伝わる。）

基本的な構造は二重になった管からなり、内側の管は先端部分に、外側の管は側面にそれぞれ穴が空いている。二つの管は奥で圧力計を挟んで繋がっており、その圧力差を計ることができるようになっている。
ピトー管は、先端を流れに正対させて使用する。側面の穴（外側の管）は流れの影響を受けないため、ここには静圧 Ps がかかる。一方、先端にある穴（内側の管）はよどみ点であり、ここには全圧（総圧とも）Pt がかかる。この全圧から静圧を引いた差圧（動圧 Pd ）を測定し、ベルヌーイの式を適用することで流体の速度V を計算することができる。
{\displaystyle V={\sqrt {\frac {2P_{\mathrm {d} }}{\rho }}}={\sqrt {\frac {2(P_{\mathrm {t} }-P_{\mathrm {s} })}{\rho }}}}
ここでρは流体の密度である。このように、側面に穴（静圧孔）を備え、単体で全圧と静圧の両方を測るタイプのピトー管はピトー静圧管またはプラントルの静圧管とも呼ばれる。狭義のピトー管は、側面に静圧孔を持たず、全圧のみを測定するものである。この場合、静圧はピトー管とは別の位置に設けられた静圧孔から、センサあるいは計器へと導かれる。
なお、実際には開管部の形状が流体の法線に影響を与えるため、正確な速度の導出には補正係数が必要とされ、速度Vは以下のように表される。
{\displaystyle V=C{\sqrt {\frac {2P_{\mathrm {d} }}{\rho }}}=C{\sqrt {\frac {2(P_{\mathrm {t} }-P_{\mathrm {s} })}{\rho }}}}
この時の補正係数Cはピトー係数と呼ばれる。
この補正係数は実験によって用いられるが、規格寸法に則り製作された標準ピトー管ではこの係数が1になるように設計されており、考慮する必要がない場合も多い。
流れが超音速である場合は、ピトー管の前方に衝撃波が形成され、上式の代わりに次のレイリーのピトー管公式を用いてマッハ数M1 が求められる：
{\displaystyle {\frac {p_{02}}{p_{1}}}=\left({\frac {(\gamma +1)M_{1}^{2}}{2}}\right)^{\frac {\gamma }{\gamma -1}}\left({\frac {\gamma +1}{2\gamma M_{1}^{2}-(\gamma -1)}}\right)^{\frac {1}{\gamma -1}}}
ただし
- p1 - 衝撃波上流の静圧
- p02 - 衝撃波下流の全圧。ピトー管で直接測定される。
- γ - 比熱比

である。

## 航空機のピトー管

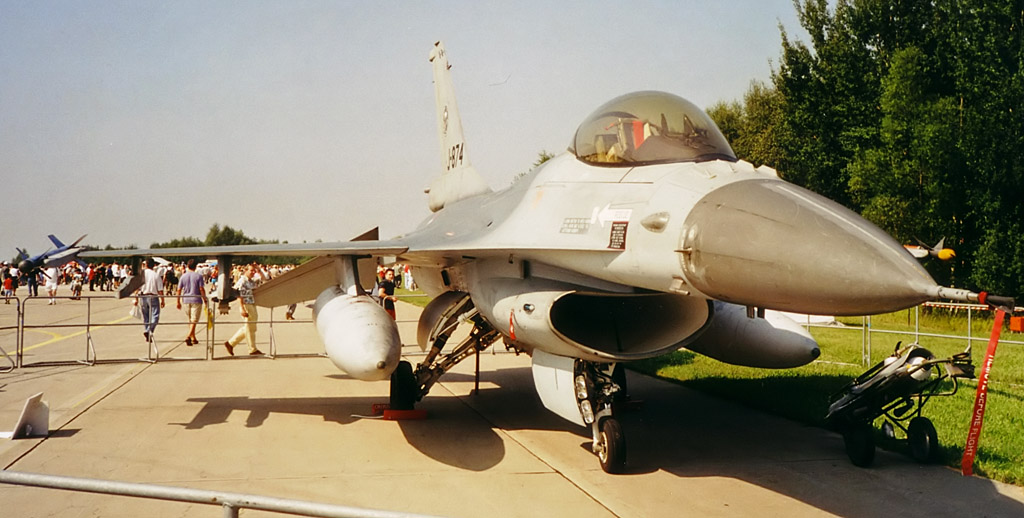
機首先端にピトー管を備える F-16。保護カバーから垂れ下がる赤いタグ（ストリーマー）には "REMOVE BEFORE FLIGHT（飛行前に外せ）" と書いてある

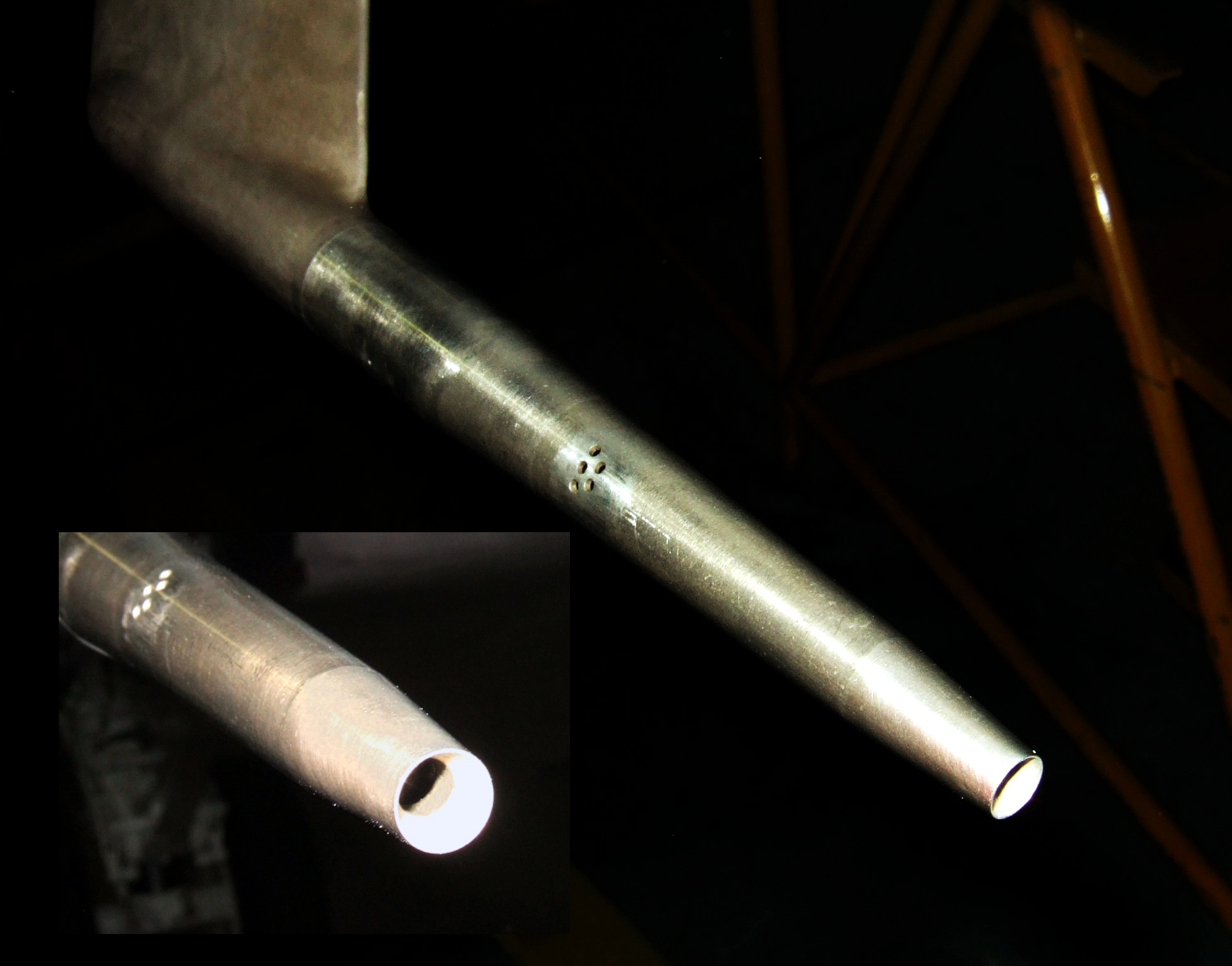
F/A-18のピトー管

ある程度以上高速の航空機において、ピトー管は最も一般的な速度計測手段である（飛行船程度の低速が計測下限）。他の航空機に比べ相対的に揚力の少ないジェット機では、特に着陸時の対気速度が分からないのは致命的となるので、離陸前にピトー管カバー取り外しの確認作業が重要である。実際に1996年には、アエロペルーのボーイング757が機体洗浄の際にピトー管に取り付けられたマスキングを外さないまま離陸してしまったために正しい高度・速度が検出できなくなって墜落してしまうという事故（アエロペルー603便墜落事故）が起きている。
ピトー静圧管若しくは純粋なピトー管と胴体側面などに設けられた静圧孔とからなる。こうした、速度や高度（静圧は高度指示にも利用される）といった非常に重要なシステムでは、複数のピトー管と複数の計器を互いに独立して設け、冗長性が高められていることが多い。
また、当然のことながら正確な速度を計測できないので全圧をピトー管からセンサや計器へと導くチューブやホースにはリーク（漏れ）があってはならない。

### 設置位置
正確な測定のために、ピトー管は境界層の外側で、かつ流れの乱れが小さな場所に設置される:
- 機首先端 - 現代の戦闘機や F1 に多い。また、試験飛行を行うプロトタイプの航空機では、さらに正確な計測が要求されるため[注 1]長いブーム（棒）の先端に設けられることがある（これを標準ピトーもしくは計測ピトーと呼ぶことがある）
- 機首側面 - 旅客機やヘリコプターに多い。横風の影響も考慮してそれを補正するため、ふつう機首の両側面に1対設けられる。最新の大型化した戦闘機では、機首側面に取り付けるものも増えてきている。
- 翼下 - 単発の小型プロペラ機などで機首に設置できない場合、胴体からやや離れた翼の下面に置かれることがある。片翼下のみのことが多い（おそらくコストの点から）

機首側面と翼下の場合、流速の遅い境界層から距離をとるために、ふつうL字型に曲げられている。ピトー静圧管ではなく、静圧孔を別に持つようなシステムの場合、横風による誤差を軽減するため、多くの場合、静圧孔は胴体両側面に設けられる。

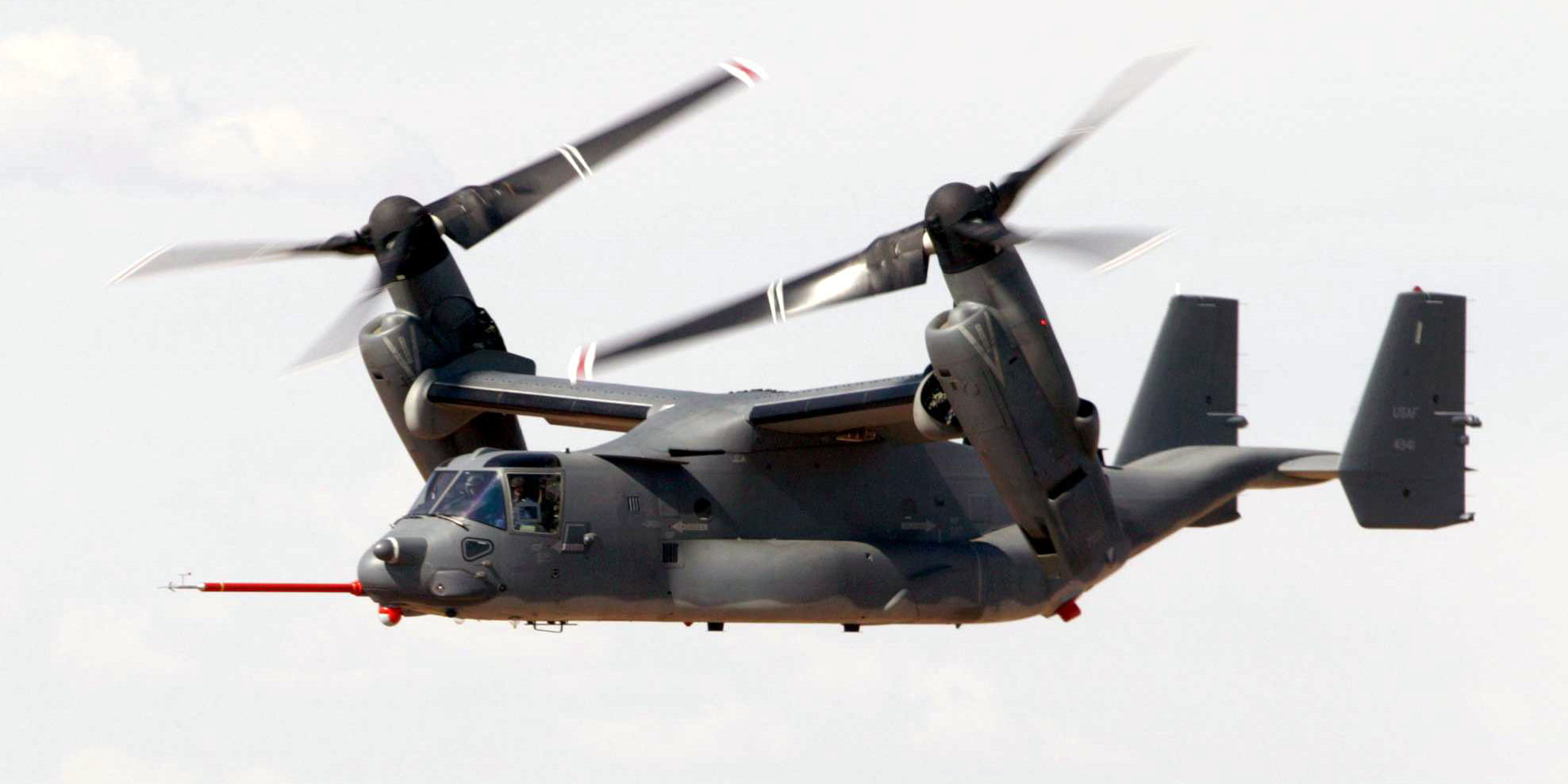
V-22 オスプレイの試験機。赤いブームの先端
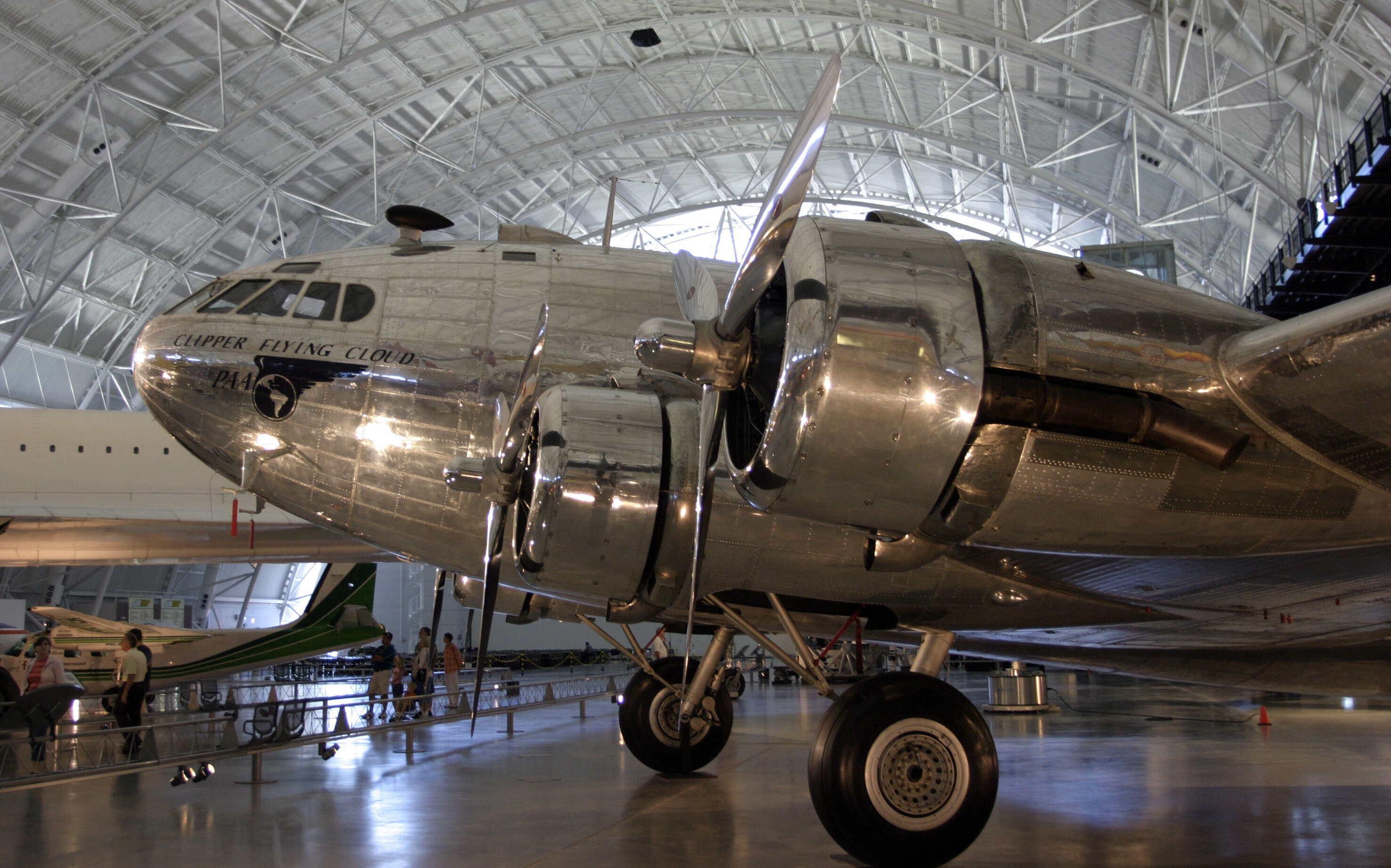
ボーイング307。機首下側面
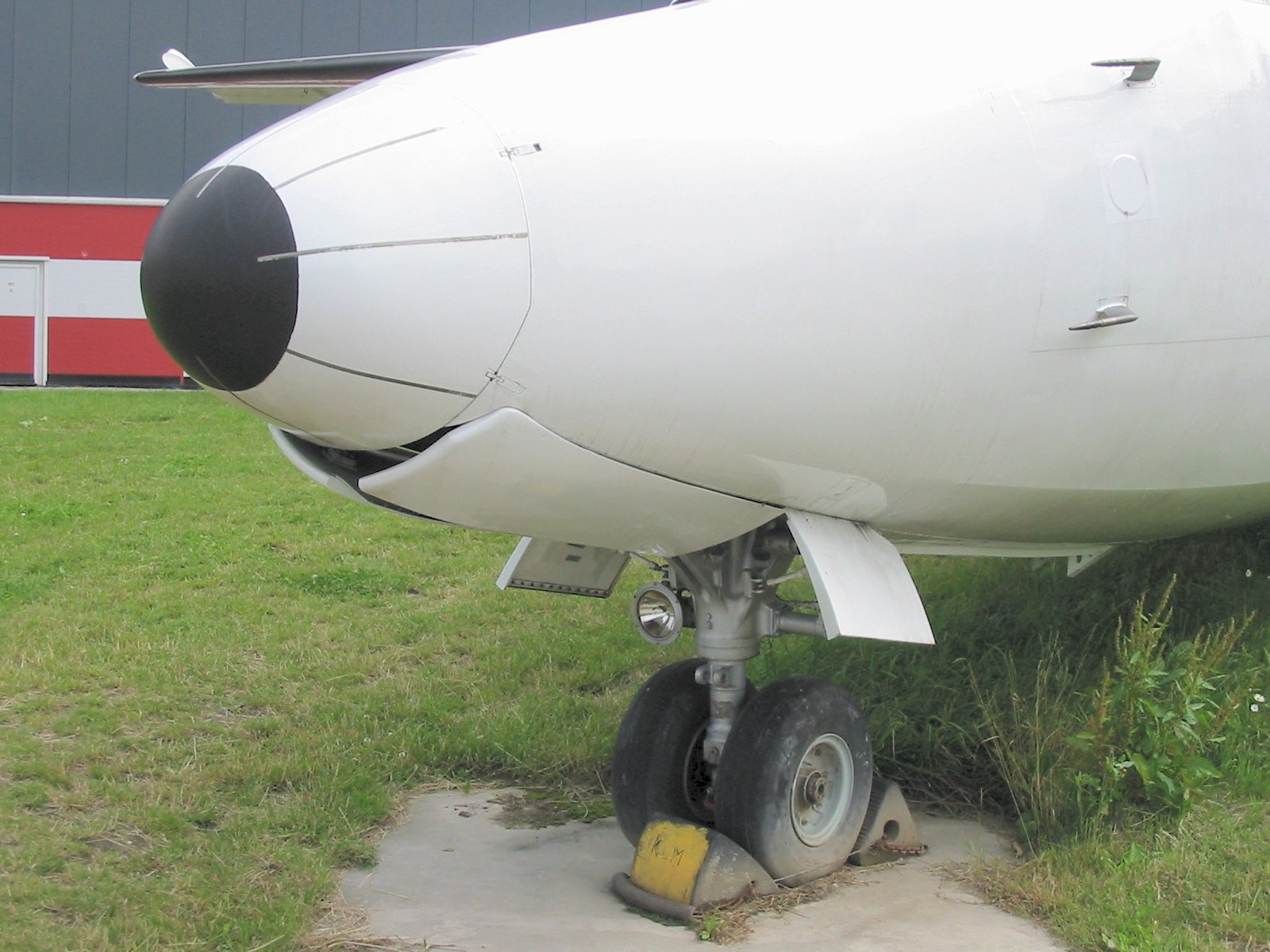
フォッカー F50。機首側面
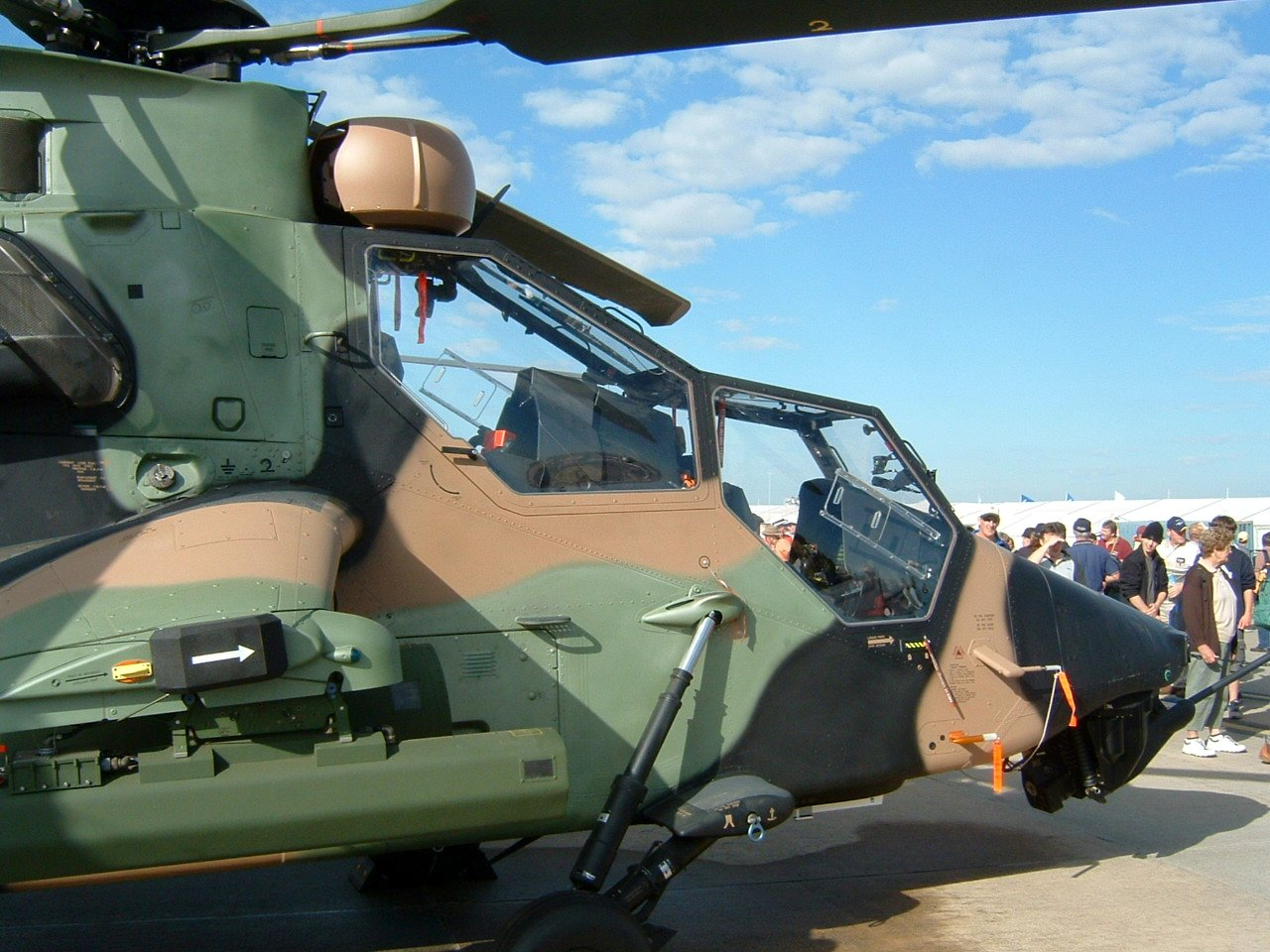
ユーロコプター ティーガー。機首側面
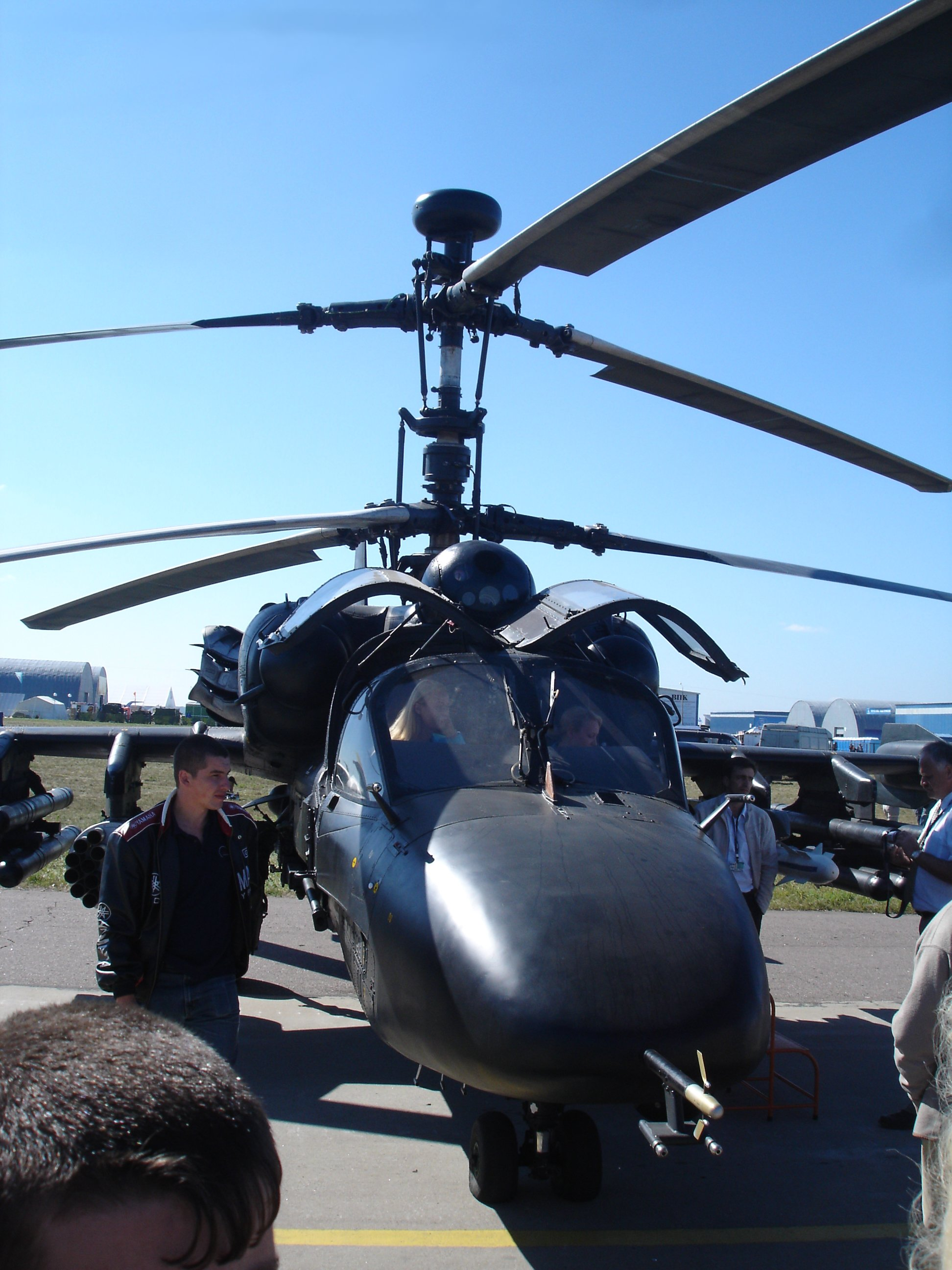
カモフ Ka-52。機首上側面
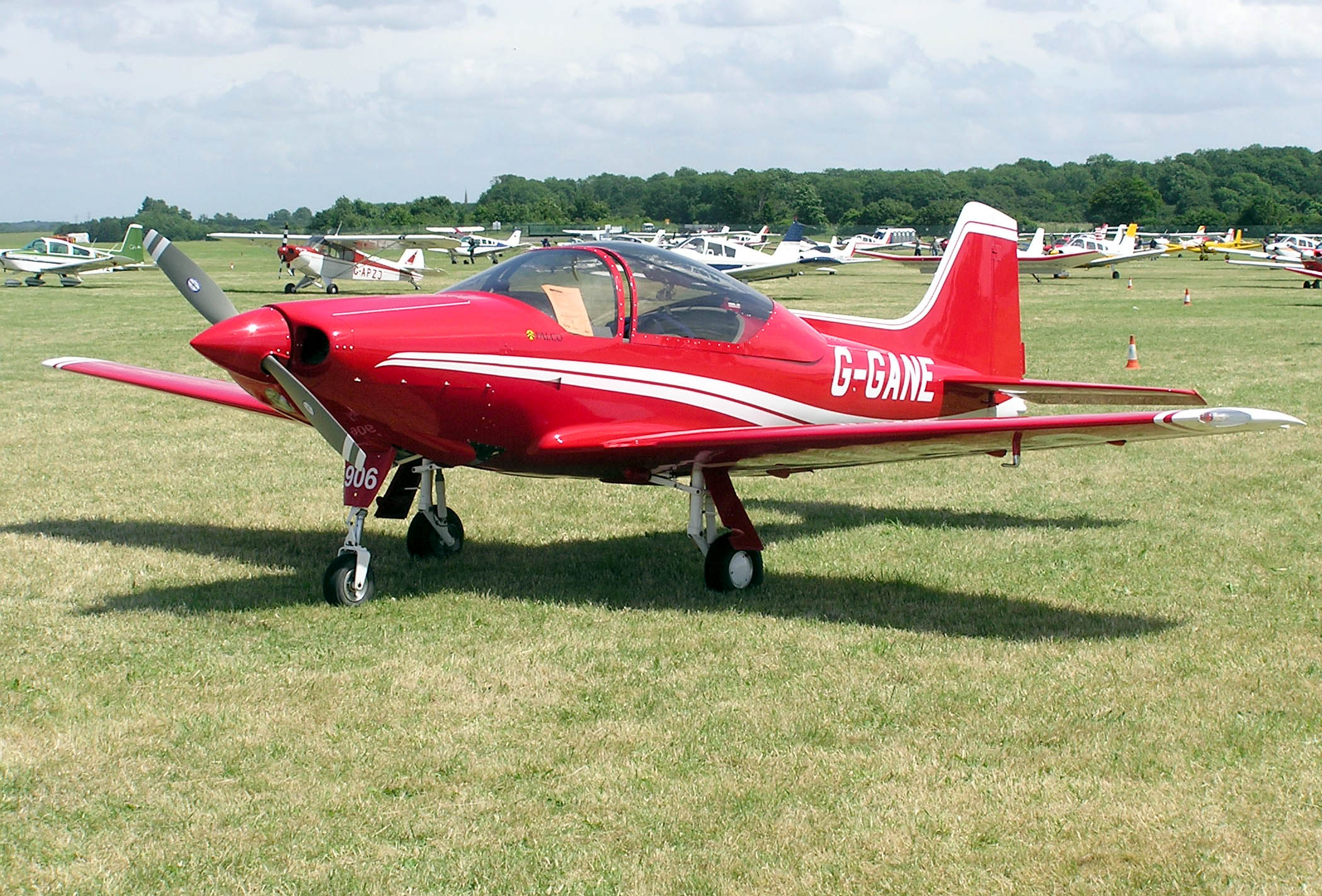
Sequoia Falco F8L。左翼下
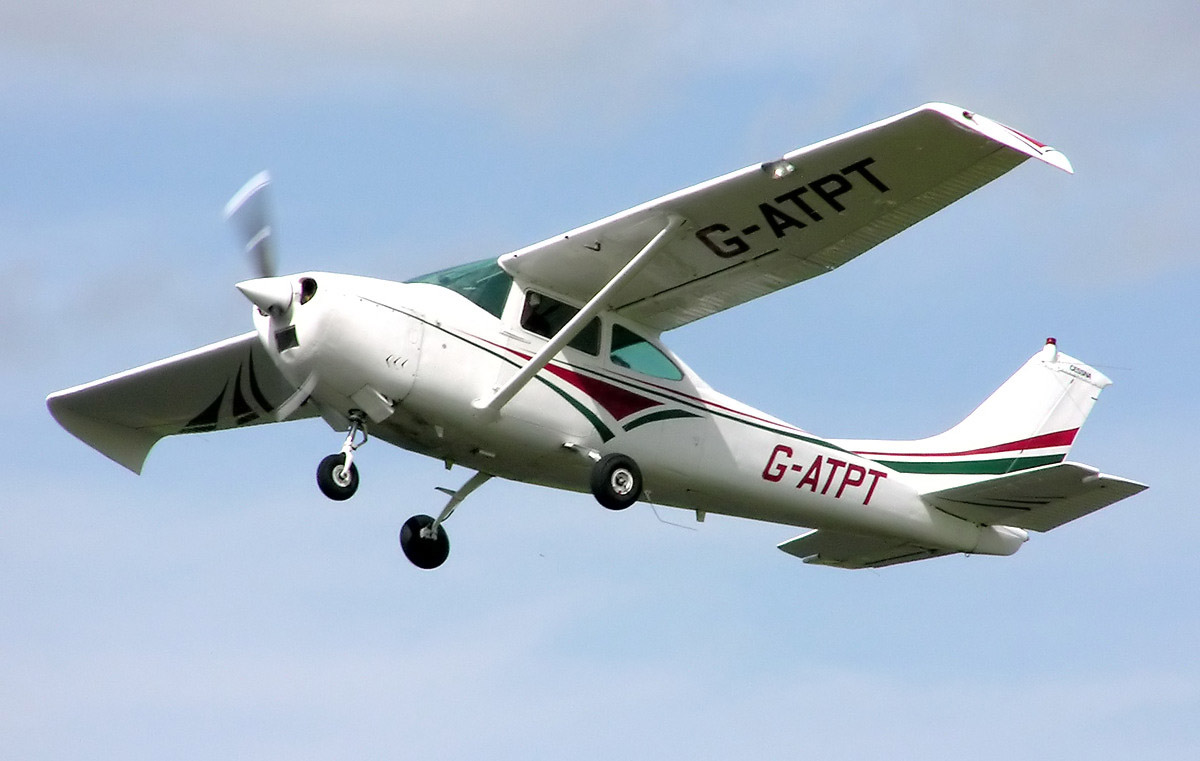
セスナ 182。左翼下
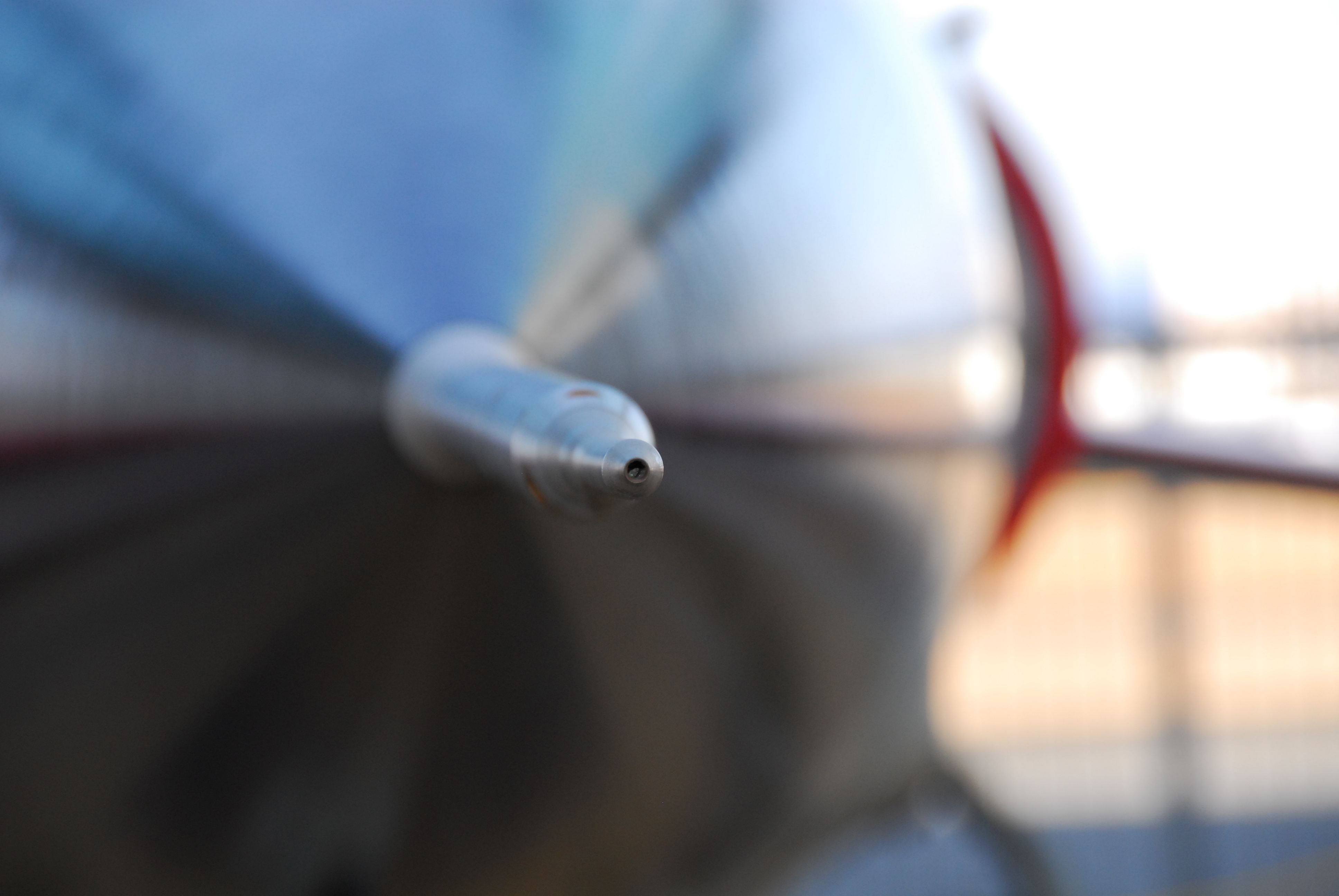
F-104J。機首先端
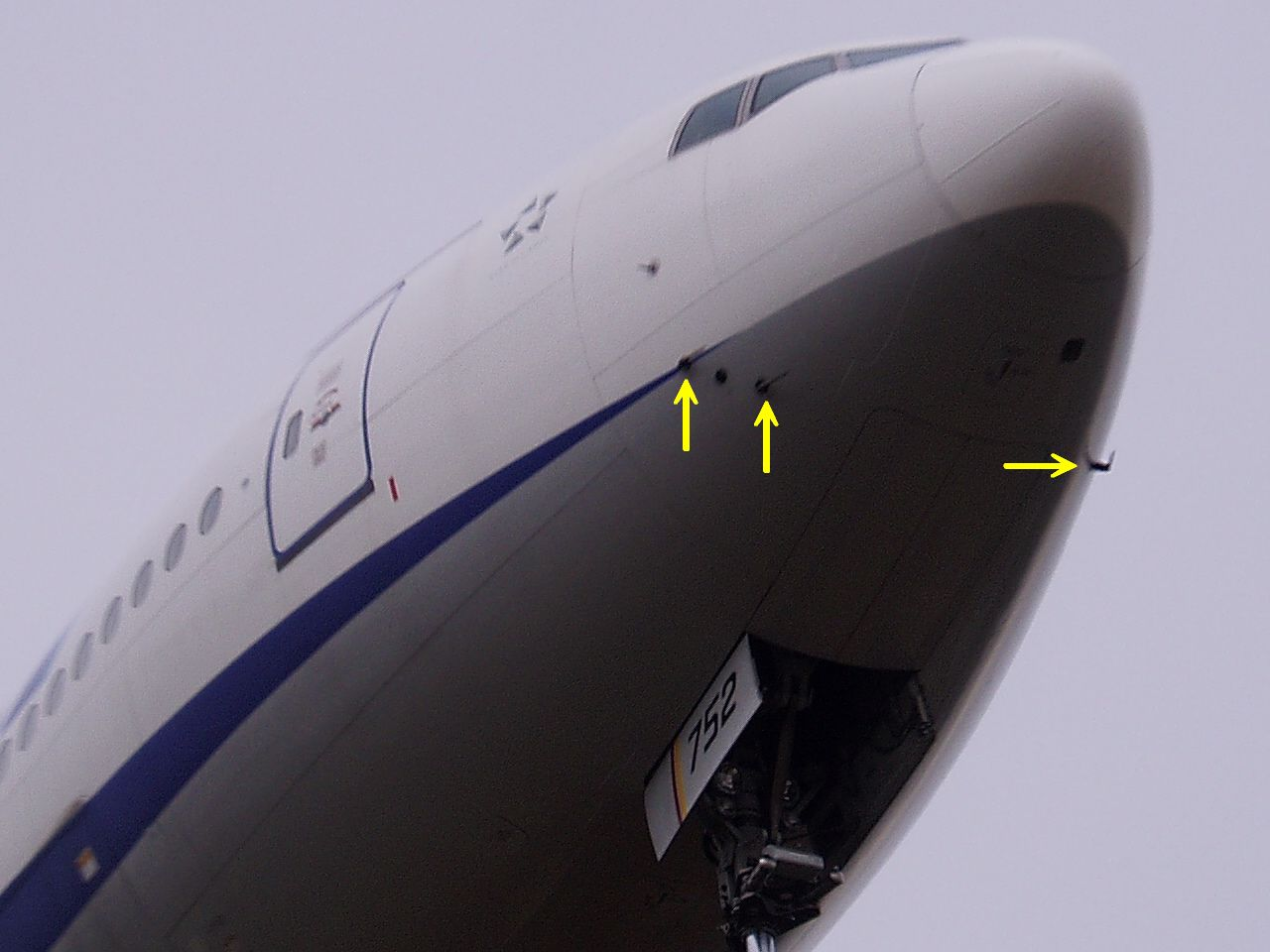
ボーイング777。機首側面（黄色い矢印で示した管）

### 防氷
気温が氷点下に達する上空では、水分が凍結し、ピトー管や静圧孔を閉塞してしまう可能性がある。速度や高度システムの指示が異常となり、事故に繋がる危険性がある。これを防ぐために、電熱線などによる防氷システムが備えられていることが多い。

### ピトー管が関連する事故・故障
- 実例
  - バージェン航空301便墜落事故
1996年2月6日、バージェン航空のボーイング757型機301便が、離陸直後、機長側の速度計が機能せず、正常だった副操縦士側の速度計も故障していると誤認し、速度超過を避けようとスロットルを絞って失速し墜落。25日間の駐機期間にピトー管カバーを付け忘れていたため、ピトー管にハチが入り込んで巣を作ったものと考えられている。
  - アエロペルー603便墜落事故
1996年10月2日、アエロペルーのボーイング757型機603便が、離陸直後、高度計及び速度計が機能しない旨を管制官に通告し、リマに引き返した。しかし、夜間の海上飛行だった為に目測の目印がなく、超低空飛行状態で主翼を海面に接触させ墜落、乗員乗客全員が死亡した。原因は、出発前に機体を洗浄する際にピトー管の静圧孔を保護するために貼ったマスキングテープを、作業完了後に剥がすことを忘れて離陸したためであった。
  - アウストラル航空2553便墜落事故
1997年10月10日、アウストラル航空のDC-9がウルグアイ川沿いの沼地に墜落した。ピトー管が氷結し速度計の数字が落ち始めたため、パイロットは推力を増大させた後にスラットを展開した。スラットにより翼の気流が乱れ機体はコントロールを失い時速1200kmで墜落、搭乗していた74人全員が死亡した。
  - チャイナエアラインが佐賀空港の滑走路をオーバーラン
2007年（平成19年）10月にチャイナエアラインのボーイング737型機が佐賀空港の滑走路をオーバーランして離陸した後、計器異常により引き返すトラブルが発生した。原因は、ピトー管の管内に虫が入り込んでいたためであった。このようなトラブルを防ぐために、航空機は地上駐泊する際にはピトー管の先端にはカバーを掛ける事になっているが、トラブルの発生した当該機は予定では当日中に折り返しのフライトを行うプランであったためにカバーを用意しておらず、カバーを掛けないまま駐泊していたのが原因であった。
  - エールフランス447便墜落事故
2009年6月1日、エールフランスのエアバスA330型機が大西洋上に墜落した。原因はピトー管が凍結し速度計が動かなくなった際、失速警報が鳴っているにもかかわらず、経験の浅い副操縦士が操縦桿を機首上げ方向に引いたことであった。機体は制御不能のまま海面に叩きつけられ、乗員乗客全員が死亡した。

- フィクション
  - 映画『ハッピーフライト』
鳥がピトー管にひっかかり（バードストライク）、破損する事故が起こり、その後、出発地の羽田に引き返した。